# نهر وايميا (سوثلاند)
نهر وايميا هو أحد روافد نهر ماتورا [الإنجليزية] في ساوثلاند بنيوزيلندا. تشكل سهول وايميا حول هذا النهر جزءًا من سهول ساوثلاند [الإنجليزية].